# فل جاكسون
فل جاكسون اسمه بالكامل فيليب دوغلاس جاكسون (بالإنجليزيه:Phil Jackson) ولد (17 سبتمبر 1945) في مقاطعة دير لودج في ولاية مونتانا لاعب كرة سلة أمريكي سابق ومدرب حالي لعب في دوري الرابطة الوطنية لكرة السلة من 1967 - 1980حقق دوري الرابطة الوطنية لكرة السلة مرتين موسمي (1970-1973) مع فريق نيويورك نيكس لاعبا وعشر مرات منها 6 ألقاب مواسم (1991-1992-1993-1996-1997-1998) مع شيكاغو بولز و5 ألقاب مواسم (2000-2001-2002-2009[2010]) مع لوس أنجلوس لايكرز هو أكثر مدرب حقق دوري الرابطة الوطنية لكرة السلة.

## مشواره كلاعب
بداية مشواره كلاعب بدأت عام 1967 عندما كان في كلية ولاية داكوتا الشمالية حيث اختير من فريق نيويورك نيكس حيث توج معه بلقب دوري الرابطة الوطنية لكرة السلة مرتين (1970 - 1973) ثم انتقل عام 1978 إلى فريق نيوجيرزي نتس حتى اعتزاله عام 1980.

## مشواره التدريبي
تعاقد فريق شيكاغو بولز مع فيل جاكسون عام 1987 كمساعد مدرب ثم أرتقى إلى مدرب عام 1989 وحقق معه الدوري 6 مرات أعوام (1991-1992-1993-1996-1997-1998) في موسم 1999 قرر الرحيل لتدريب لوس أنجلوس لايكرز الذي غاب في فترة التسعينيات عن لقب الرابطة الوطنية لكرة السلة وحقق معه الدوري خمس مرات (2000 - 2001 - 2002 - 2009 2010)

## روابط خارجية
- فل جاكسون على موقع IMDb (الإنجليزية)
- فل جاكسون على موقع الموسوعة البريطانية (الإنجليزية)
- فل جاكسون على موقع إن إن دي بي (الإنجليزية)
- فل جاكسون على موقع قاعدة بيانات الفيلم (الإنجليزية)
- فل جاكسون على موقع إن بي أي (الإنجليزية)
- فل جاكسون على موقع سبورتس رفرنس (الإنجليزية)
- فل جاكسون على موقع ريلجم (الإنجليزية)
- فل جاكسون على موقع بروبوليرز (الإنجليزية)
- فل جاكسون على موقع سبورتس رفرنس (الإنجليزية)